# Sainte-Colombe (Seine-Maritime)
Pour les articles homonymes, voir Sainte-Colombe.
Sainte-Colombe est une commune française située dans le département de la Seine-Maritime en région Normandie.

## Géographie
| Pleine-Sève |                 | Le Mesnil-Durdent           |
| Drosay      | Sainte-Colombe  | Ermenouville                |
|             | Hautot-l'Auvray | Anglesqueville-la-Bras-Long |

### Hydrographie
La commune est située dans le bassin Seine-Normandie. Elle n'est drainée par aucun cours d'eau,.

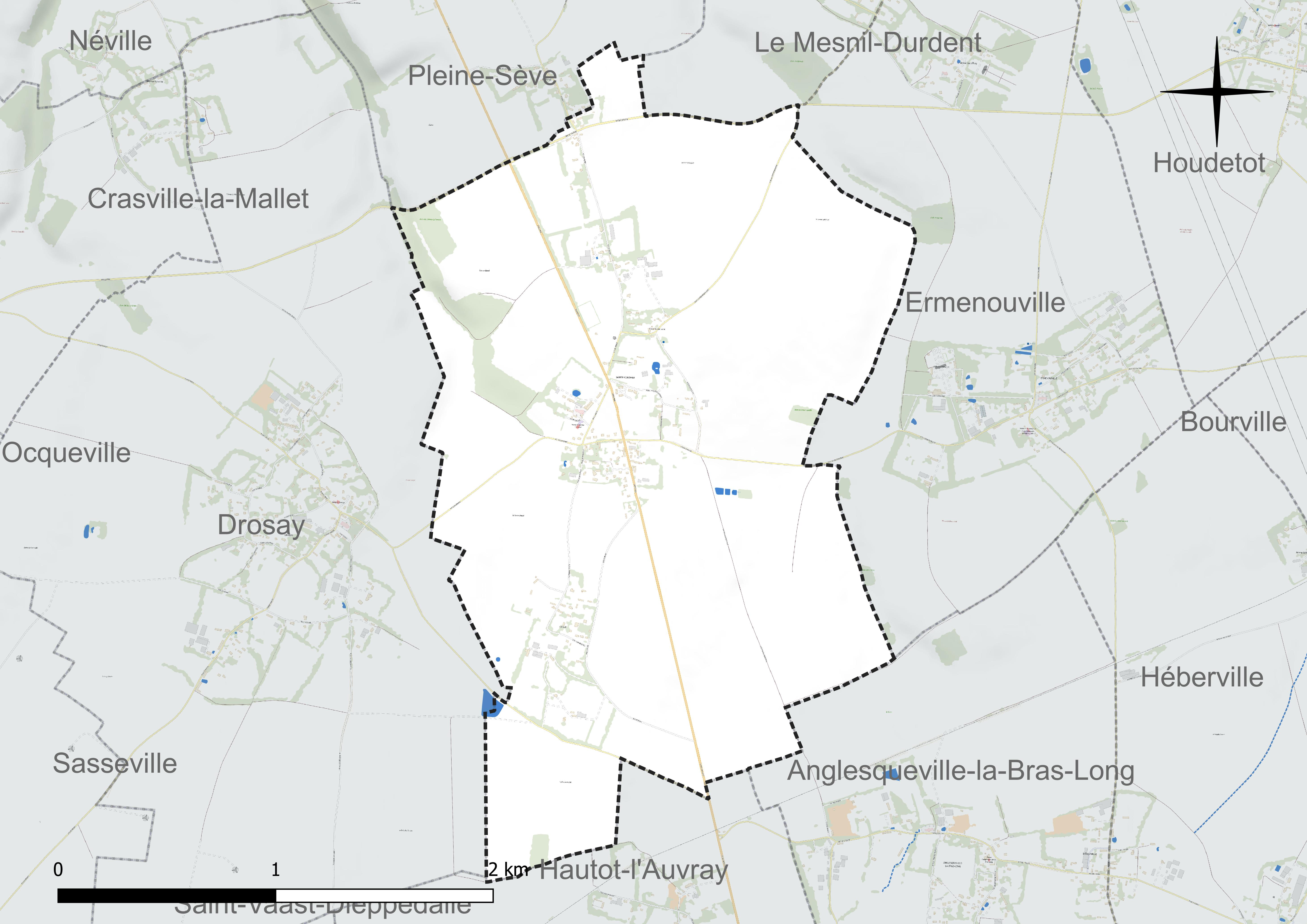
Réseau hydrographique de Sainte-Colombe.

### Climat
Pour des articles plus généraux, voir Climat de la Normandie et Climat de la Seine-Maritime.
En 2010, le climat de la commune est de type climat océanique franc, selon une étude du CNRS s'appuyant sur une série de données couvrant la période 1971-2000. En 2020, Météo-France publie une typologie des climats de la France métropolitaine dans laquelle la commune est exposée à un climat océanique et est dans la région climatique Côtes de la Manche orientale, caractérisée par un faible ensoleillement (1 550 h/an) ; forte humidité de l’air (plus de 20 h/jour avec humidité relative > 80 % en hiver), vents forts fréquents. Parallèlement le GIEC normand, un groupe régional d’experts sur le climat, différencie quant à lui, dans une étude de 2020, trois grands types de climats pour la région Normandie, nuancés à une échelle plus fine par les facteurs géographiques locaux. La commune est, selon ce zonage, exposée à un « climat maritime », correspondant au Pays de Caux, frais, humide et pluvieux, légèrement plus frais que dans le Cotentin.
Pour la période 1971-2000, la température annuelle moyenne est de 10,3 °C, avec une amplitude thermique annuelle de 13 °C. Le cumul annuel moyen de précipitations est de 963 mm, avec 13,5 jours de précipitations en janvier et 8,9 jours en juillet. Pour la période 1991-2020, la température moyenne annuelle observée sur la station météorologique la plus proche, située sur la commune d'Ectot-lès-Baons à 18 km à vol d'oiseau, est de 10,8 °C et le cumul annuel moyen de précipitations est de 905,5 mm,. Pour l'avenir, les paramètres climatiques de la commune estimés pour 2050 selon différents scénarios d’émission de gaz à effet de serre sont consultables sur un site dédié publié par Météo-France en novembre 2022.

## Urbanisme

### Typologie
Au 1er janvier 2024, Sainte-Colombe est catégorisée commune rurale à habitat dispersé, selon la nouvelle grille communale de densité à sept niveaux définie par l'Insee en 2022.
Elle est située hors unité urbaine. Par ailleurs la commune fait partie de l'aire d'attraction de Saint-Valery-en-Caux, dont elle est une commune de la couronne,. Cette aire, qui regroupe 17 communes, est catégorisée dans les aires de moins de 50 000 habitants,.

### Occupation des sols
L'occupation des sols de la commune, telle qu'elle ressort de la base de données européenne d’occupation biophysique des sols Corine Land Cover (CLC), est marquée par l'importance des territoires agricoles (100 % en 2018), une proportion identique à celle de 1990 (100 %). La répartition détaillée en 2018 est la suivante : 
terres arables (80,1 %), zones agricoles hétérogènes (14,9 %), prairies (5 %). L'évolution de l’occupation des sols de la commune et de ses infrastructures peut être observée sur les différentes représentations cartographiques du territoire : la carte de Cassini (XVIIIe siècle), la carte d'état-major (1820-1866) et les cartes ou photos aériennes de l'IGN pour la période actuelle (1950 à aujourd'hui).

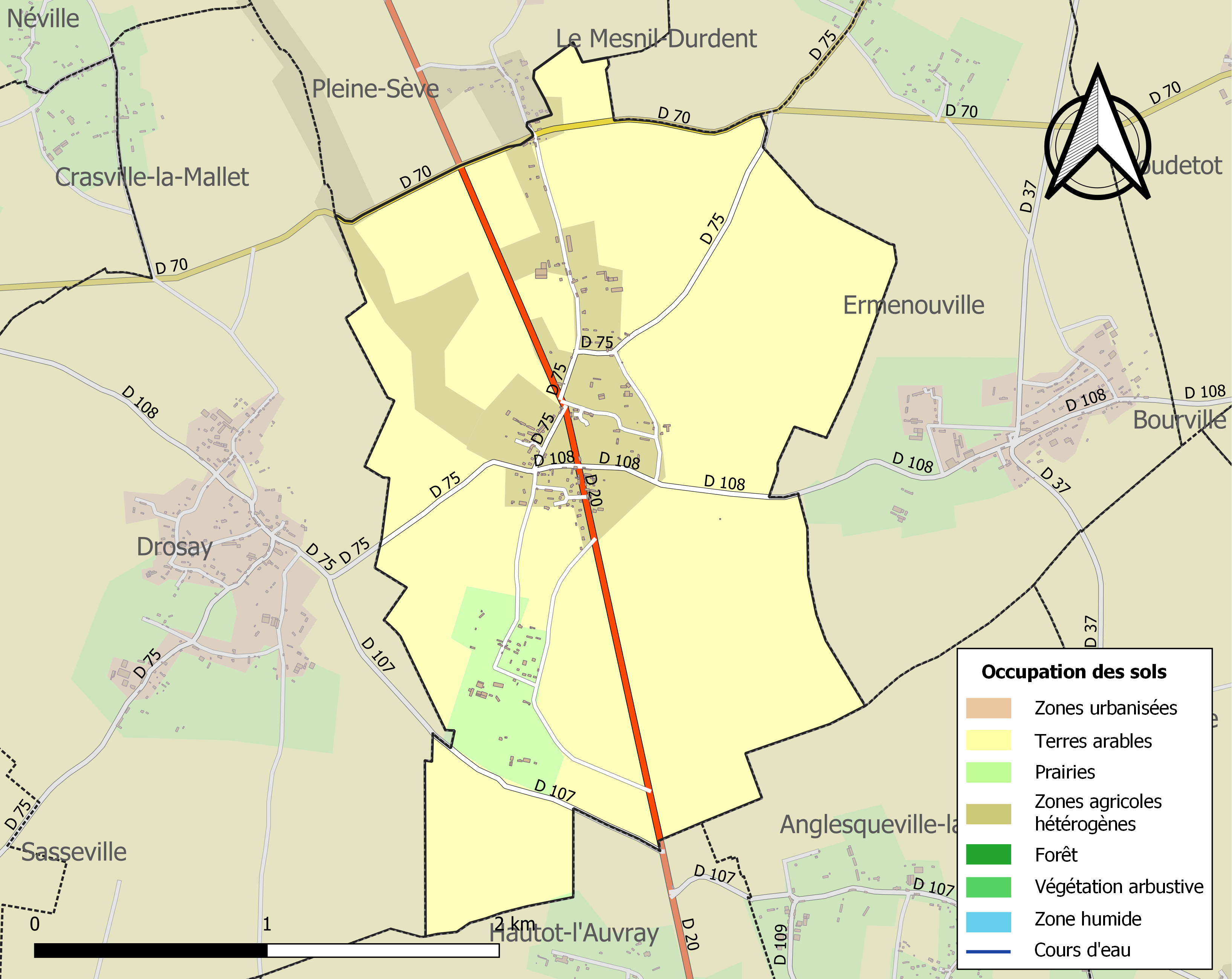
Carte des infrastructures et de l'occupation des sols de la commune en 2018 (CLC).

## Toponymie
Le nom de la localité est attesté sous les formes Ecclesia sancte columbe vers 1164, Ecclesia de Sancta Colunna vers 1240, Ecclesia de Sancta Columba en 1249, Saincte Columbe en 1319, Sancta Columba en 1337, Saincte Columbe en 1431, Église de Saincte Coulombe en 1462, Saincte Coullombe en 1577, Parroise de Sainte Coulombe près Cany en 1504, Sainte Colombe près Saint Valery en Caux vers 1752, Sainte Colombe en 1714.
L'hagiotoponyme Sainte-Colombe fait référence à Sancta Columba, vierge et martyre à Sens au IIIe siècle.

## Histoire
Au XIIe siècle, le village est une seigneurie des Cuverville. Leur présence s'y prolonge jusqu'au XVIIe siècle. Au  XIIe siècle ils font don du patronage de l'église aux chanoines de Saint-Lô de Rouen. Comme les paroisses voisines, Sainte-Colombe aurait été ravagée par la guerre de Cent Ans et l'invasion de Charles le Téméraire.
Au XVIIe siècle, un autre fief noble situé au hameau d'Orival passe aux mains des seigneurs de Sainte-Colombe. Lorsque la famille Cuverville s'éteint, la seigneurie de Sainte-Colombe appartient déjà à Marie Jeanne de Béaunier, veuve de Pierre Durand, procureur général au parlement de Normandie. En 1844, Saint-Colombe compte encore 463 habitants.

## Politique et administration
| Période                                  | Période                    | Identité             | Étiquette | Qualité |
| ---------------------------------------- | -------------------------- | -------------------- | --------- | ------- |
| Les données manquantes sont à compléter. |                            |                      |           |         |
| mars 2001                                | 2014                       | Eugène Roussel       |           |         |
| 2014                                     | mai 2020                   | Jean-Michel Colombel |           |         |
| juillet 2020                             | En cours (au 10 août 2020) | Jean-François Burel  |           |         |

## Démographie
L'évolution du nombre d'habitants est connue à travers les recensements de la population effectués dans la commune depuis 1793. Pour les communes de moins de 10 000 habitants, une enquête de recensement portant sur toute la population est réalisée tous les cinq ans, les populations de référence des années intermédiaires étant quant à elles estimées par interpolation ou extrapolation. Pour la commune, le premier recensement exhaustif entrant dans le cadre du nouveau dispositif a été réalisé en 2006.

En 2022, la commune comptait 222 habitants, en évolution de +4,23 % par rapport à 2016 (Seine-Maritime : +0,35 %, France hors Mayotte : +2,11 %).
| 1793 | 1800 | 1806 | 1821 | 1831 | 1836 | 1841 | 1846 | 1851 |
| ---- | ---- | ---- | ---- | ---- | ---- | ---- | ---- | ---- |
| 384  | 400  | 416  | 398  | 430  | 495  | 419  | 432  | 421  |

| 1856 | 1861 | 1866 | 1872 | 1876 | 1881 | 1886 | 1891 | 1896 |
| ---- | ---- | ---- | ---- | ---- | ---- | ---- | ---- | ---- |
| 418  | 412  | 426  | 411  | 396  | 337  | 346  | 358  | 375  |

| 1901 | 1906 | 1911 | 1921 | 1926 | 1931 | 1936 | 1946 | 1954 |
| ---- | ---- | ---- | ---- | ---- | ---- | ---- | ---- | ---- |
| 375  | 346  | 308  | 254  | 234  | 242  | 255  | 299  | 291  |

| 1962 | 1968 | 1975 | 1982 | 1990 | 1999 | 2006 | 2011 | 2016 |
| ---- | ---- | ---- | ---- | ---- | ---- | ---- | ---- | ---- |
| 268  | 248  | 231  | 231  | 177  | 194  | 202  | 199  | 213  |

| 2021 | 2022 | - | - | - | - | - | - | - |
| ---- | ---- | - | - | - | - | - | - | - |
| 222  | 222  | - | - | - | - | - | - | - |

## Culture locale et patrimoine

### Lieux et monuments
- Église Sainte-Colombe ; façade et clocher du XIIIe siècle, nef du XVIe siècle et chœur des XVIIe et XVIIIe siècles, elle conserve un bénitier en grès du XVe siècle.

### Héraldique
| Armes de Sainte-Colombe | Les armes de la commune de Sainte-Colombe se blasonnent ainsi : De gueules à une tierce en chevron d’or accompagnée en chef de deux léopards affrontés d’or armés et lampassés d’azur, en pointe d’une colombe essorante d’argent. Les deux léopards d'or sur champ de gueules rappellent les armes de la Normandie. Création Denis Joulain, validée par délibération municipale le 24 septembre 2015. |